# Władysław Chmielewski (rotmistrz)
Władysław Chmielewski, ps. „Smyczek” (ur. 11 grudnia 1884 w Warszawie, zm. 28 listopada 1928 w Rajczy) – rotmistrz Wojska Polskiego, działacz niepodległościowy, kawaler Orderu Virtuti Militari.

## Życiorys
W 1914 roku, razem z Julianem Filipowiczem, Kazimierzem Peszkowskim, Ludwikiem Horodyskim, Władysławem Kadyi, Michałem Hochtaubel, Władysławem Müllerem i Janem Mieszkowskim ps. „Ułan”, został przeniesiony z batalionu Albina Fleszara ps. „Satyr” do organizowanego w Częstochowie przez Zdzisława Lewińskiego ps. „Brochwicz” oddziału konnego. W szeregach tego oddziału pod dowództwem Henryka Gundelacha ps. „Wanda” został wcielony do szwadronu kawalerii Władysława Prażmowskiego ps. „Belina”. Następnie pełnił służbę w 4 szwadronie 1 pułku ułanów Legionów Polskich. Był wachmistrzem IV plutonu, dowodzonego przez porucznika Konstantego Dzieduszyckiego.
1 kwietnia 1917 awansował na chorążego taborów. Pełnił wówczas służbę w Komendzie Taborów Legionów Polskich.
W latach 1917–1918 był komendantem Polskiej Organizacji Wojskowej w Płocku i jednocześnie członkiem loży wolnomularskiej „Walerian Łukasiński” z Warszawy, w której występował pod nazwiskiem „Wacław Wolicki”. W 1919 był komendantem Okręgu III Lubelskiego Milicji Ludowej. W 1920 był dowódcą plutonu żandarmerii 3 Dywizji Piechoty Legionów, a od maja do września tego roku dowódcą Ekspozytury Żandarmerii Polowej Frontu Środkowego.
Po zakończeniu działań wojennych został przeniesiony do rezerwy i zweryfikowany w stopniu rotmistrza ze starszeństwem z dniem 1 czerwca 1919. W 1922 był jednym z organizatorów Związku Legionistów Polskich na terenie Warszawy, a sześć lat później członkiem Zarządu Głównego tego związku. W latach 1923–1924 był oficerem rezerwowym 1 pułku strzelców konnych w Garwolinie. Zmarł na gruźlicę 28 listopada 1928 w Sanatorium Wojskowym w Rajczy. Pochowany 3 grudnia 1928 na Cmentarzu Wojskowym na Powązkach.

## Ordery i odznaczenia
- Krzyż Srebrny Orderu Virtuti Militari nr 4950[10]
- Krzyż Niepodległości – pośmiertnie 9 listopada 1933 „za pracę w dziele odzyskania niepodległości”[11]
- Krzyż Kawalerski Orderu Odrodzenia Polski – 10 listopada 1928 „za zasługi na polu pracy niepodległościowej”[12][13]
- Krzyż Walecznych czterokrotnie